# Distrito electoral de Deshler (condado de Thayer, Nebraska)
Deshler (en inglés: Deshler Precinct) es un distrito electoral ubicado en el condado de Thayer en el estado estadounidense de Nebraska. En el Censo de 2010 tenía una población de 981 habitantes y una densidad poblacional de 6,37 personas por km².

## Geografía
Deshler se encuentra ubicado en las coordenadas 40°8′10″N 97°44′12″O / 40.13611, -97.73667. Según la Oficina del Censo de los Estados Unidos, Deshler tiene una superficie total de 153.9 km², de la cual 153.73 km² corresponden a tierra firme y (0.11%) 0.17 km² es agua.

## Demografía
Según el censo de 2010, había 981 personas residiendo en Deshler. La densidad de población era de 6,37 hab./km². De los 981 habitantes, Deshler estaba compuesto por el 98.98% blancos, el 0.2% eran afroamericanos, el 0.31% eran amerindios, el 0.2% eran asiáticos y el 0.31% pertenecían a dos o más razas. Del total de la población el 0.61% eran hispanos o latinos de cualquier raza.